# Der König vom goldenen Berg

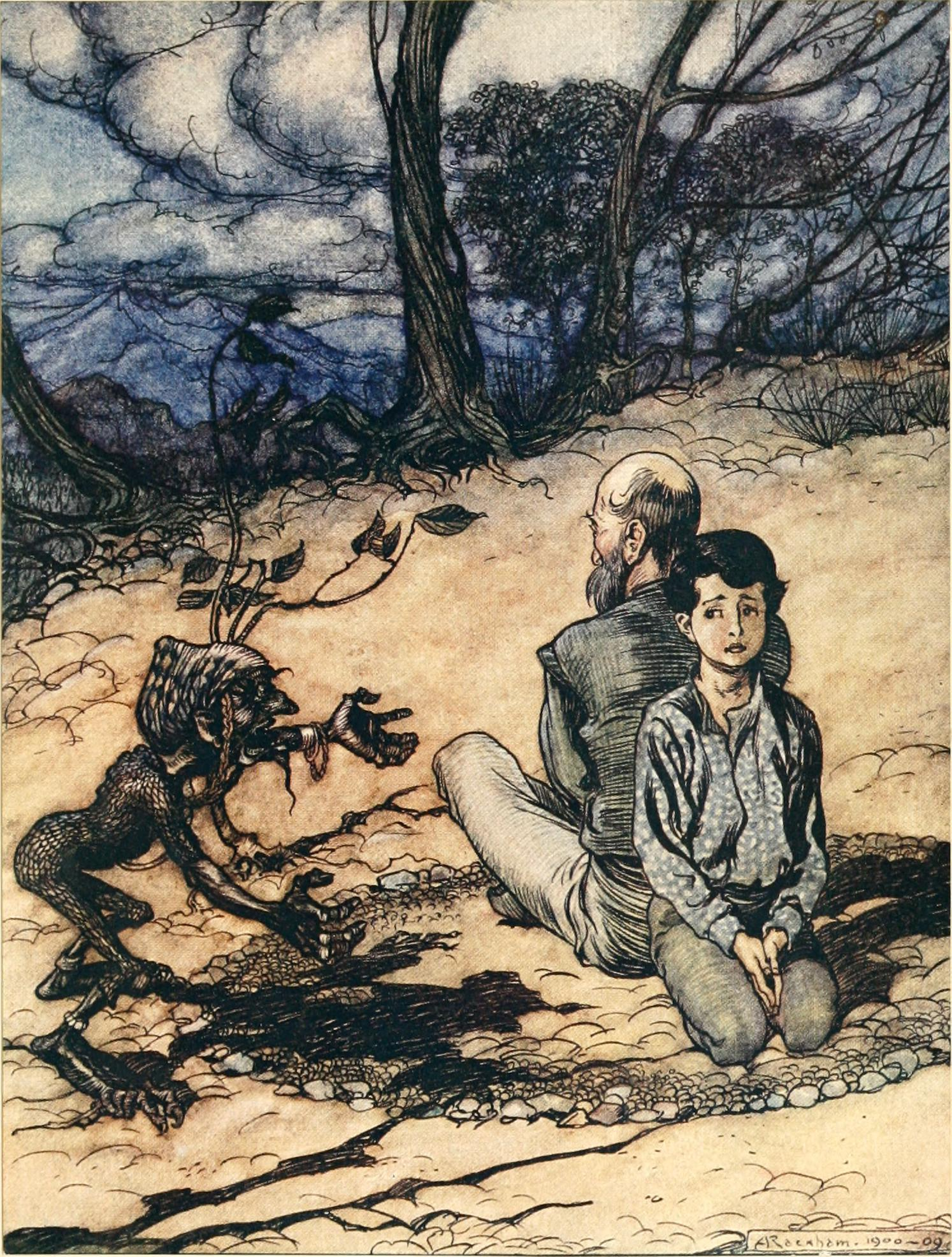
Farbtafel von Arthur Rackham, 1916

Der König vom goldenen Berg ist ein Märchen (ATU 400, 518, 974). Es steht in den Kinder- und Hausmärchen der Brüder Grimm an Stelle 92 (KHM 92).

## Inhalt
Ein Kaufmann verschreibt versehentlich seinen Sohn einem schwarzen Männchen. Nach Ablauf der zwölfjährigen Frist sind sie sich aber uneinig, und der Sohn muss in einem Boot den Fluss hinabfahren. Der Vater hält ihn für tot. Der Sohn findet ein verwunschenes Schloss. Auf Bitten der Königstochter, die in eine Schlange verwandelt ist, erlöst er das Reich. Dazu lässt er sich in drei Nächten von schwarzen Männern totprügeln ohne ein Wort zu sagen, und sie erweckt ihn wieder zum Leben. Er heiratet sie und wird König. Nach acht Jahren will er seine Familie wiedersehen. Sie möchte das nicht und nimmt ihm das Versprechen ab, sie nicht mit dem Wunschring, den sie ihm gibt, zu seinen Eltern zu wünschen. Er bricht das Versprechen aus Ärger, als seine Eltern ihm seine Geschichte nicht glauben. Darüber ist sie so böse, dass sie ihn ohne den Ring allein am Fluss zurücklässt, um sich einen anderen Mann zu nehmen. Auf seinem Weg zurück zum Schloss begegnet er drei Riesen, denen er einen magischen Mantel, Degen und Schuhe abnimmt. Damit nimmt er sich Frau und Herrschaft zurück.

## Grimms Anmerkung

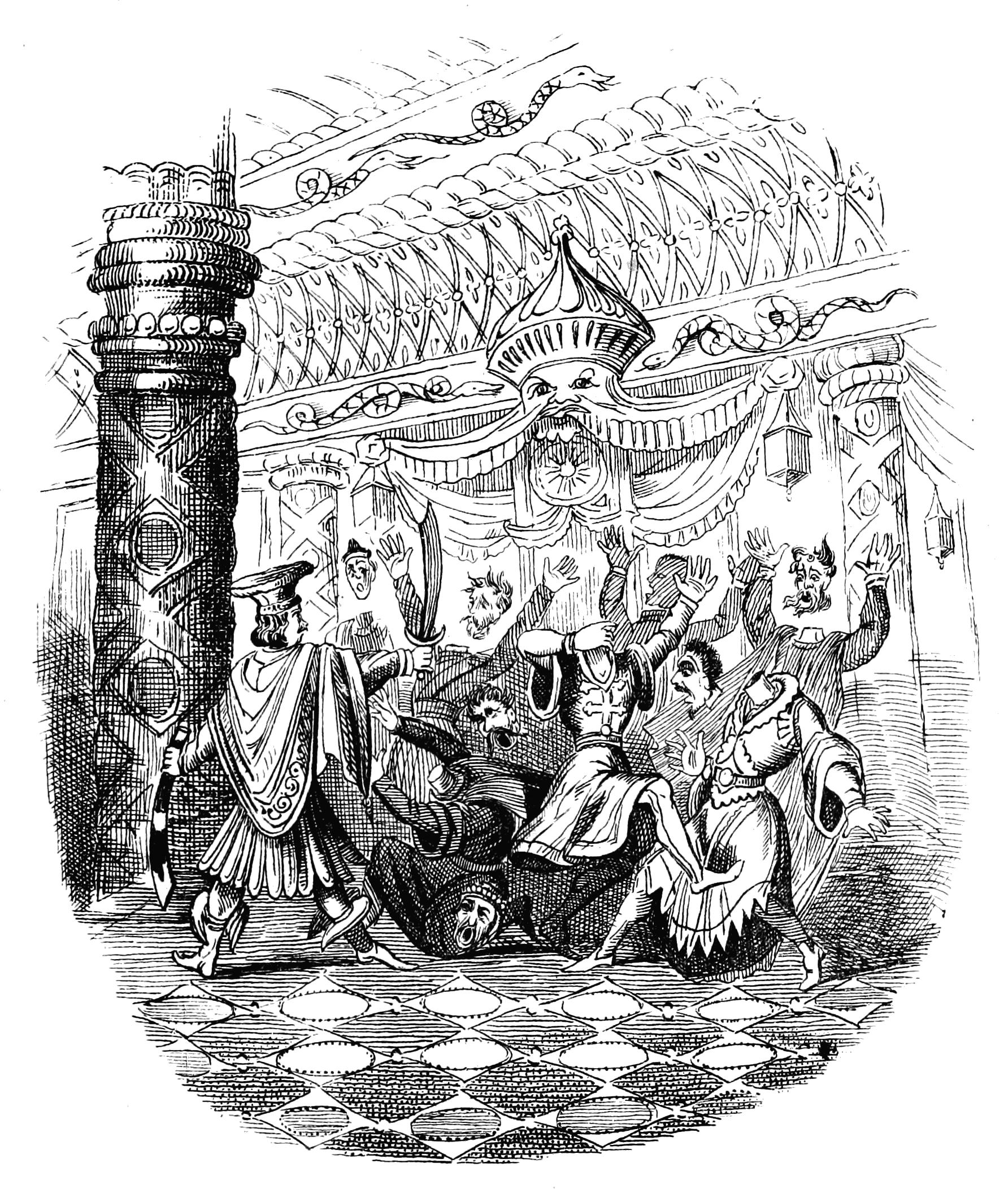
Illustration von George Cruikshank, 1876

Grimms Anmerkung notiert zur Herkunft: „Nach der Erzählung eines Soldaten.“ In einer Variante „aus Zwehrn“ (von Dorothea Viehmann) verschreibt ein Fischer seinen Sohn dem Teufel für reichen Fischfang, um seine Schulden zu bezahlen. Der Sohn macht auf der Wiese einen Kreis um sich und hält die Bibel fest, bis der Teufel ablassen muss. Er erlöst eine Prinzessin in einem Spukhaus, indem er auf Rat eines kopflosen Dieners Qualen von Gespenstern duldet, ohne sich zu fürchten (vgl. KHM 4). Sie ballen ihn zur Kugel und kegeln damit, doch ein Geist heilt ihn mit Öl. Die dritte Nacht soll er gesotten werden, fällt neben den Kessel, und die Prinzessin ist erlöst. Doch als er fort ist, verlobt sie sich mit einem Königssohn. Er erbeutet unterwegs Siebenmeilenstiefel und Tarnmantel. Damit stellt er sich hinter sie und hält ihre Hand, als sie essen will. „Wenn man den alten Schlüssel wiedergefunden, bedürfe man des neuen nicht“ (vgl. KHM 67).
Grimms nennen noch viele Literaturstellen: Erfurter Sammlung (Wilhelm Christoph Günther, 1787) das Goldei. Sie verweisen bzgl. der Wundergaben auf ihre Anmerkung zu KHM 133 Die zertanzten Schuhe; schwedisch bei Cavallius „S. 182“; Pröhle „Kinderm. Nr. 22“; 1001 Nacht „10, 302“; indisch bei Somadeva „1, 19. 20 (vergl. Berlin. Jahrb. für deutsche Sprache 2, 265)“; arabisch „in der Fortsetzung der 1001 Nacht 563–624 (s. Val. Schmidts Fortunat S. 174–178)“; norwegisch bei Asbjörnsen „S. 53. 171“, ungarisch bei Mailath und Gaal Nr. 7. Sie heben ein tatarisches Märchen aus Relations of Ssidi Kur hervor: Der Sohn des Chans reist mit seinem Diener, er erbeutet eine Kappe, die einen vor Menschen, Gott und bösen Geistern verbirgt und Siebenmeilenstiefel. Sie vergleichen ausführlich die Nibelungensage (siehe auch KHM 91, 166). Zum Jephtha-Motiv des verschriebenen Kindes nennen sie KHM 55 Rumpelstilzchen, zu den drei Qualnächten zur Überwindung der Gespenster „altdän. Lieder S. 508“.

## Textgeschichte

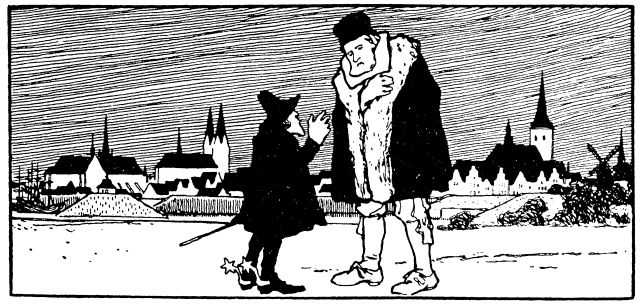
Illustration von Otto Ubbelohde, 1909

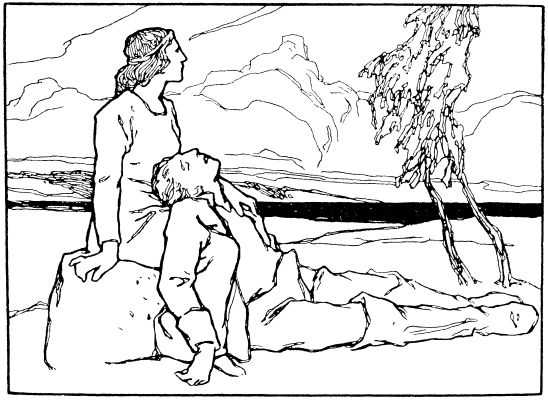
Illustration von Otto Ubbelohde, 1909

Die Handlung blieb von der ersten bis zur letzten Auflage gleich, bei Glättung einzelner sprachlicher Details. Ab der 2. Auflage wird der neugeborene Prinz nur als Knabe bezeichnet, entsprechend der allgemeinen Vermeidung solcher Fremdwörter in Grimms Märchen. Ergänzt wird, dass der Held die aufgebrachte Frau zu besänftigen versucht. Die 3. Auflage glättet einige etwas unklare Formulierungen: Der Kaufmann geht „hinaus auf den Acker“ (statt „dahinaus“), hat nicht „gewußt was er verspräche“ (statt „ohne daß er es gewußt“). Es entfällt das Wortspiel, wonach der Wunsch vor die Stadt „auch davor, aber nicht darin“ endet, der Held ist einfach „dort, und wollte in die Stadt“. Die Königin nimmt „ihr Kind“ (statt „ihren Prinzen“). Die zur Schlussszene schlecht passende Beschreibung, der Unsichtbare werde „zur Fliege“, wird vermieden. Die Gäste sind „zugegen“ (statt „da“). Ab der 4. Auflage wollen die Gäste den Helden nicht nur fangen, sie schlagen auch auf ihn los. Nur in der 5. Auflage hält der eben versprochene Sohn sich an „Beinen“ (statt „Bänken“). Die 6. Auflage schildert etwas lebendiger, das Wasser des Lebens ist in einer Flasche, die Listige nimmt den Ring, ehe sie den Fuß wegzieht. Der mit den Zauberdingen bewaffnete denkt an Frau und Kind (was wohl den Diebstahl entschuldigt). Zuletzt rollen die Köpfe, doch entfiel, dass „alles gleich im Blut darnieder“ liegt. Die Gewaltdarstellung wird also gemildert. Es blieb die Zauberformel „Köpf alle runter, nur meiner nicht“, in ihrer Drastik betont durch Senkung des Sprachniveaus (vgl. etwa KHM 126).
Schon die 1. Auflage enthielt Redewendungen wie „sich etwas aus den Gedanken schlagen“, „sich etwas zu Herzen nehmen“, „er ließ Gott einen guten Mann sein“, „kleine Menschen hätten einen klugen Sinn“, erst zur 6. Auflage muss Geld in „Kisten und Kasten“ (vgl. KHM 31, 181), „er war wieder guter Dinge“ (vgl. KHM 20, 36, 54, 60, 101, 177).
Das Zaubermärchen ähnelt strukturell dem italienischen Gedicht Historia de Liombruno, Ende 15. Jahrhundert.
Laut Christoph Schmitt zeigt militärisches Erzählmilieu sich auch in Betonung der Qualnächte gegenüber der Geduldsprobe der Suchwanderung. Der König vom goldenen Berge ist seit H. Holmströms Abhandlung von 1919 Leitfassung des 1. Subtyp zu AaTh 400, der außerhalb Europas keine Rolle spielt.
Vgl. Des Teufels Pate in Ludwig Bechsteins Deutsches Märchenbuch von 1845; Die Räuberhöhle im Walde, Die eisernen Stiefel, zum Jephtha-Motiv auch Das graue Männchen in Johann Wilhelm Wolfs Deutsche Hausmärchen; Ulrich Jahns Volksmärchen aus Pommern und Rügen Nr. 54 Die Maränen, Nr. 55 Die Königin von Tiefenthal, Nr. 56 Die Königin von Siebenbürgen.

## Interpretation

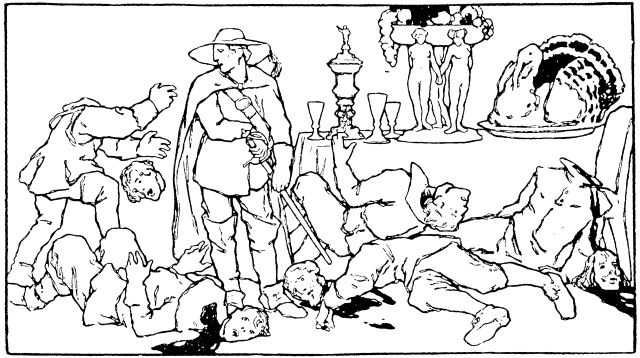
Illustration von Otto Ubbelohde, 1909

Es ist typisch für ein Märchen, dass ein oft einfacher, aber ehrlicher und unerschrockener Mann auszieht und eine Königstochter gewinnt, indem er eine Art Prüfung besteht. Dabei rettet ihn das Glück immer wieder, wenn er in Schwierigkeiten gerät. Eigene Fehler, das Verwenden des Wünschrings, den Diebstahl der Wundergaben, begeht er eher zufällig und unabsichtlich. Seine Eltern sind einfältiger, und der Held muss seinem Vater Mut machen und mit dem Bösen streiten, dass er seinen Vater betrogen habe. Sie geben einem armen Schäfer Obdach, aber glauben ihm seiner einfachen Kleidung wegen nicht. Die Frau ist offenbar eine Hexerin, worauf schon ihre Schlangengestalt hinweist (vgl. KHM 16). Sie besitzt magische Gegenstände wie das Wasser des Lebens und den Wunschring. Sie ahnt die Zukunft, als ihr Mann die Eltern besucht, und ist hinterlistig, als sie ihm zum Schein verzeiht, um sich dann zu rächen.
Der Eingangskonflikt – das Kind kann noch nicht gehen, das Geld ist „zu Grunde gegangen“ – ist ähnlich geschildert wie später in KHM 181 Die Nixe im Teich (Jephtha-Motiv, vgl. KHM 3, 12, 31, 55, 88, 108, 181). Wie das Geld soll der Sohn im Wasser versinken, aber wird mit Wasser des Lebens geheilt. Die Verwünschte wartete zwölf Jahre, also seit dem Teufelspakt. Der reuige Vater „schwieg still“ vor dem schwarzen Männchen wie der Sohn bei den zwölf schwarzen Männern. Der Vater eingangs nimmt sich den Verlust „zu Herzen“, dem Sohn wird das Herz bewegt, als ihm der Vater schließlich einfällt, der erkennt ihn nicht, weil er arm ist. Auch die Riesen teilen ihres Vaters Erbe. Der Held „gab kurze Worte“ und köpft die Eindringlinge (ATU 974 Heimkehr des Gatten), wie die Teufel vorher ihn.
Hedwig von Beit deutet tiefenpsychologisch das schwarze Männchen als Schatten des Unbewussten, das dem einseitig materiell orientierten Bewusstsein (Kaufmann) Energie entzieht. Das Kind, das mit einem Tier verwechselt wird, überschreitet den Fluss als Grenze zwischen den Welten, auch veranschaulicht in dem umschlagenden Boot, unter dem es nicht ertrinkt. Stadt, Schloss und Schlange sind die Anima (weiblicher Wesenskern), deren Verwunschenheit offenbar dem Lebensalter des Helden entspricht. Sie will das Leben (Lebenswasser), doch wird sie gewaltsam ins Bewusstsein gezerrt, zeigt sie ihr böses Gesicht. Es bleibt nur eine leere, erdverbundene Hülle (Schuh, vgl. KHM 133). Die drei Qualnächte (s. a. KHM 93, 113, 121), die an antike Mysterienkulte oder Schamanenweihe erinnern, wiederholen sich in den drei Riesen, die der Held inzwischen überlisten kann (vgl. KHM 93, 193, 197), doch der Konflikt zwischen einseitigen Akteuren ist nicht auflösbar. Auch für Edzard Storck lässt hier die Seele sich vom Geist der Rachsucht bestimmen, über dem Heimweh nach dem irdischen Vater wird die Welt des geistigen Vaters vergessen.
Walter Scherf sieht einen Ablösekonflikt: Dem Vater ist Geld wichtiger als der Sohn, er muss ihn aussetzen, der glaubt sich unabhängig, sucht später aber doch die sinnlose Auseinandersetzung mit ihm. Misstrauisch und unversöhnlich fährt Grimms Erzähler fort. Scherf vergleicht Johann Wilhelm Wolfs Die eisernen Stiefel und Ulrich Jahns Die Maränen. Bei allen europäischen Fassungen schimmere die Betonung einer anderen Welt durch. Vgl. Die Räuberhöhle im Walde, Die eisernen Stiefel, zum Jephtha-Motiv auch Das graue Männchen in Johann Wilhelm Wolfs Deutsche Hausmärchen, Ulrich Jahns Volksmärchen aus Pommern und Rügen Nr. 54 Die Maränen, Nr. 55 Die Königin von Tiefenthal, Nr. 56 Die Königin von Siebenbürgen.